# Wilde (película)
Wilde es una película biográfica británica de 1997 dirigida por Brian Gilbert con Stephen Fry en el papel principal. El guion es de Julian Mitchell y está basado en la biografía de Oscar Wilde escrita por Richard Ellmann.

## Elenco
- Stephen Fry como Oscar Wilde.
- Jude Law como Alfred Douglas.
- Tom Wilkinson como John Sholto Douglas.
- Jennifer Ehle como Constance Lloyd.
- Gemma Jones como Sibyl Douglas.
- Judy Parfitt como Mount-Temple.
- Michael Sheen como Robert Baldwin Ross.
- Vanessa Redgrave como Jane Wilde.
- Zoë Wanamaker como Ada Leverson.
- Ioan Gruffudd como John Gray.
- Orlando Bloom como niño de alquiler (secundario).[1]

## Argumento
En una bien lograda ambientación de la época, la película recrea la vida del genial escritor irlandés Oscar Wilde, sin omitir en su trama las innumerables y brillantes ironías de las que hacía gala aquel. No se soslayan las vivencias homosexuales de Wilde, sus amoríos, sus incontables devaneos eróticos y desde luego su relación con Alfred Douglas, el voluntarioso y destacado amante que tantos sobresaltos y angustias generaron en el escritor.
Es también una trama que evidencia la hipocresía e intolerancia de esa sociedad victoriana, que al final, lleva al genio hacia el presidio y a su ocaso; sin embargo, no deja de ser una alegoría al singular talento del irlandés, que sale victorioso hacia la inmortalidad de la Historia.

## Críticas
En su crítica en The New York Times, Janet Maslin llamó a la película "un retrato amplio pero íntimo con eficacia" y agregó: "Interpretando a un gran escritor con un gusto evidente, Stephen Fry se asemeja misteriosamente a Wilde y presenta una mezcla vanguardista de arrogancia y vulnerabilidad. 
Aunque la película sufre un caso de ocurrencia gracias a las incansables ocurrencias de Wilde... El rendimiento cálido simpático de Fry encuentra la suavidad bajo el ingenio."